# جويس فنتون
جويس فنتون (بالإنجليزية: Joyce Fenton) هي مبارزة بالسيف نيوزيلندية، ولدت في 9 يوليو 1927، وتوفيت في 15 يناير 2014 في أوكلاند في نيوزيلندا.